# わたしがいなかった街で
『わたしがいなかった街で』（わたしがいなかったまちで）は、2012年6月29日に新潮社から発売された柴崎友香の長編小説。

## あらすじ
〈わたし〉は、祖父が原爆投下の直前まで広島に住んでいたことを知った。偶然、少し前に呉に引っ越していたため、今の私は生きている。そうしたことを考えながら、東京の世田谷に引っ越してきた。以前は、離婚した夫が残した錦糸町のマンションに住んでいたが、長く住み続けることに抵抗があり、売り払って引っ越した。
そこへ、以前大阪の実家近くの写真教室で一緒だった中井から電話がかかってきた。中井と会った時、同じ写真教室に通っていた葛井の話になった。葛井は海外に行ったきり連絡が途絶えていたが、中井が大阪城公園を散策していると、葛井の妹と偶然出会った。葛井の妹は、連絡が途絶えた兄の遺品を少し預かってほしいと中井に頼み、手渡した。その大阪城がある京橋は、終戦前日に空襲で焼け野原になった土地だった。私は中井に、大阪城に残るという空襲の弾痕の写真を撮ってきてもらうことにした。そして、暇さえあれば戦争のドキュメンタリー映像を貪るように見た。
そんな中、わたしは友人の有子が新しい夫の源太郎と始めるレストランで働かないかと誘われた。わたしは、直接的な原因ではないかもしれないが、年齢を重ね、このまま派遣社員として働き続けるだろうという悲観から、会社を辞めることを上司に相談した。しかし、有子のレストランは当初予定していた目黒大橋ではなく、逗子で開店することになったため、わたしは手伝うことが難しくなった。有子の父は、実家にわたしを呼び、有子の荷物の整理を手伝った。しかし、その帰り道にめまいで倒れ、救急車で運ばれた。
その頃、葛井の妹は、四国で開催されているアートフェスティバルに友人と参加していた。もう一泊するという友人と別れ、一人で高速バスに乗り、大鳴門橋や明石海峡大橋を渡って帰る途中、淡路島の棚田で美しい夕暮れを見た。それは、「これ以上の幸福なんてなくていいような、なにか」だった。日常に戻った妹は、仕事帰りに京橋南口の慰霊碑を見に行った。夜も更けていたが、慰霊碑の前には老女が数珠を手に持ち、橋の上を見上げていた。「怖かったわ、あんな怖いこと、他にあらへん」と、老女は戦争体験を語った。

## 登場人物
- 平尾砂羽（わたし） - 主人公。祖父が呉のコックだった。
- 中井 - わたしの昔の友達。
- 葛井夏 - わたしと中井の写真教室での仲間だった葛井の妹。
- 有子 - わたしの女友達。

## 評価
小説家・比較文学者・フランス文学者の小野正嗣には、「〈文学〉に分の悪いこの時代に、文学的表現によって応答するこの小説は、まさに〈いま〉だから書かれなければならなかった傑作である」と評されている。

## 書籍情報
- 『わたしがいなかった街で』 新潮社刊、2012年6月29日発売、ISBN 978-4-10-301832-2
  - 新潮文庫版は2014年11月28日発売、ISBN 978-4-10-137642-4